# Mnogoveršinnyj
Mnogoveršinnyj (in russo Многовершинный?) è un insediamento di tipo urbano della Russia, situato nel Territorio di Chabarovsk. Si trova nel distretto Nikolaevskij.
La località si trova in una zona montuosa, nel corso superiore del fiume Ul (affluente sinistro dell'Amur), 105 km a nord-ovest di Nikolaevsk-na-Amure